# Cuius regio, eius religio
Latinský výraz Cuius regio, eius religio (někdy též cuius regio, illius religio, znamená: ‚koho země/panství, toho víra‘, v tehdejším pojetí též německá forma: ‚wes der Fürst, des der Glaub'‘) je úsloví znamenající, že pán/panovník své země je oprávněn zvolit si náboženské vyznání pro své území. Jedná se o zkrácenou podobu právního principu ukotveného v augšpurském náboženském míru a vestfálském míru. Latinský výraz pochází od greifswaldského profesora práv Joachima Stephaniho z roku 1612.

## Od vzniku k reformaci
Při vzniku prvních států ve starověku byla státní moc chápána jako projev Boží vůle. Proto bylo na jednu stranu povinností státu zajistit ochranu a šíření uznaného (státního) vyznání. Na druhou stranu odklon od stávajícího státního náboženství zpochybňoval legitimitu státu. Panovníci proto považovali za svou povinnost a právo prosazování státem uznaného vyznání. Příklad takového spojení státu a náboženství můžeme nalézt ve starověkém Egyptě (božské postavení faraóna), starém Řecku (Asebie) nebo též božský kult císaře ve starověkém Římě. Od roku 380 bylo státním náboženstvím v Římské říši křesťanství, jež sloužilo podobně jako právní základna i pro světskou vládu. 
Do 16. století po Velkém rozkolu církve v západním a středoevropském křesťanstvu a ve Svaté říši římské zcela převládlo římskokatolické vyznání, které bylo státním náboženstvím až do počátku raného novověku. 
Hereze, tedy náboženské odchylky v rámci církve, byly podle říšského práva potírány. O ochranu státního náboženství se až do doby reformace roku 1517 za normálních okolností obvykle starala vrchnost a jiný stav byl v podstatě nepředstavitelný. Výjimkou bylo více či méně trpěné židovství. Kacířské sekty, jako byli Kataři či Valdenští, které v tomto období vznikly, brzy vyhasly, nebo šly mimo hlavní proud dění. 
Přední osobnosti pozdějšího období, zejména Jan Hus (Česká reformace) a později také Martin Luther, zpočátku požadovaly reformu katolické církve, ne však nutně odmítnutí víry jako takové. To následně vedlo k husitství a odtržení stoupenců Lutherova učení od katolické církve a vzniku luteránství. Myšlenka náboženské reformace, kterou původně císař Karel V. odmítl jako bezvýznamný spor "mezi mnichy", však zdůraznila kontroverze a náboženské problémy na mnoha územích Svaté říše římské. Nové protestantské myšlenky podnítily společenské nepokoje, které vyústily v německé selské válce (1524–1526). Nepokoje byly násilně potlačeny a lidové politické a náboženské hnutí rozdrceno. V roce 1531, v obavě z opakování podobného scénáře, utvořilo několik luteránských knížat Šmalkaldský spolek, který fungovala jako politická a vojenská aliance proti katolickým knížatům.

## Náboženská krize během reformace
V důsledku reformace se po roce 1517 mnoho území v západní, severní a střední Evropě stalo protestantskými. Panující císař Svaté říše římské Karel V., část knížat a velká část knížecího kléru se však k reformaci nepřipojili. Tím došlo k rozkolu náboženské jednoty říše. Ani říšské sněmy v letech 1527 až 1545, náboženský dialog v letech 1540 až 1546, Šmalkaldská válka 1546/47 a Augšpurské iterim 1548 nedokázaly vrátit situaci do původního stavu. Tím se jednotné závazné právo proti herezi na říšské úrovni stalo de facto nevymahatelným. Ustanovaní cuius regio… bylo odpovědí na právní krizi říšské ústavy, jež protestanty i přes náboženský odklon nemohlo zbavit vlády v rámci říše.

## Právní ustanovení

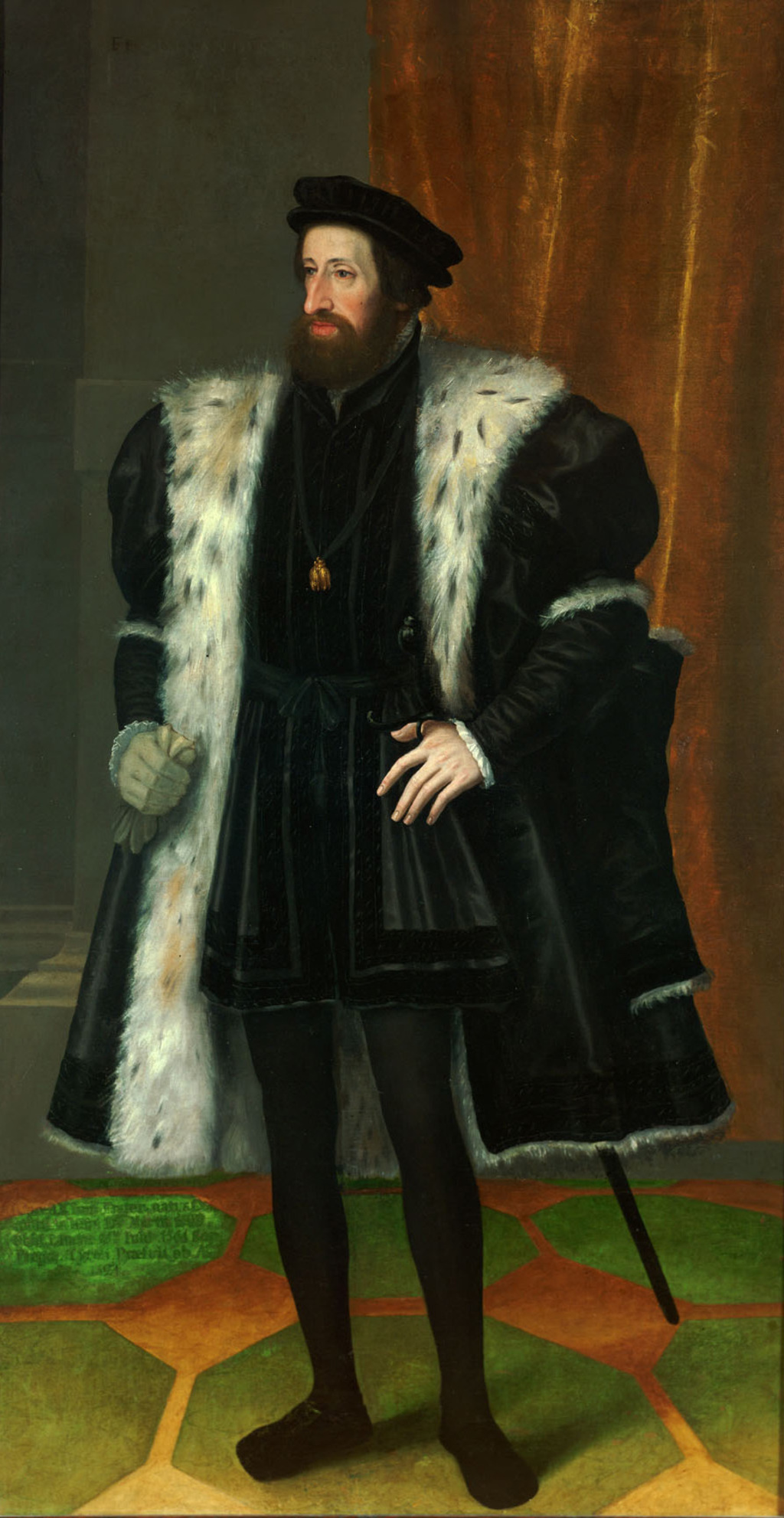
Císař Ferdinand I. Jeho bratr Karel V. jej instruoval, aby stížnosti přenechal augsburskému sněmu.

V důsledku reformace byl v Německu nově vytvořen princip vyznání určeného vrchností s názvem Ius reformandi. Politický pat mezi císařem, luteránskými a katolickými zemskými pány Svaté říše římské jako důsledek Pasovského míru z roku 1552 a augšpurského míru z roku 1555 vedl k tomu, že byl přijat výnos o ustoupení od pronásledování luteránů za kacířství. Určení vyznání a dozor nad ním ze strany vrchnosti však nebyl zcela zrušen, byl jen přenesen na úroveň jednotlivých území. V tomto směru tedy nadále pokračovalo prosazování vyznání shora. Po augšpurském míru byly zpočátku uznávány jen katolictví a luteránství (srov. § 17), vestfálský mír z roku 1648 pak přinesl stejné záruky také pro reformované vyznání.
Tento ústřední bod zákona Ius reformandi byl roku 1612 pak zpopularizován pomořanským kanonistou (tj. právníkem) Joachimem Stephanim větou: „Cuius regio, eius religio“.
S právním výrokem Cuius regio, eius religio byl úzce spjat emigrantský zákon (Ius emigrandi) jako § 24 augšpurského náboženského míru. Podle něho mohli poddaní, kteří se nechtěli podřídit vyznání zemského pána, vycestovat s celou rodinou a včetně svého majetku. Poddaní tak tudíž měli právo vyhnout se tak nucenému přestupu na jinou víru.
Vystěhování z náboženských důvodů však bylo možné pouze za předpokladu, že byly splaceny všechny závazky vůči pánovi, například vykoupení z nevolnictví, což ovšem mohlo znamenat úplné ekonomické vyčerpání.

## Výjimky

### Duchovní panství
Důležitou výjimku z principu „Cuius-Regio“ tvořila území reservatum ecclesiasticum ‚duchovní výhrady‘. Platilo pravidlo, že římskokatolický duchovní správce pozbyl svého panství, pokud se stal evangelíkem. Dómová kapitula resp. klášterní konvent si poté musel zvolit římskokatolického nástupce. Jako náhradu za znevýhodnění, které protestantům těmito „duchovními výhradami“ vzniklo, vydal král Ferdinand I. tzv. Declaratio Ferdinandea, kterým byla zajištěna práva evangelických zemanů, rytířů a měst na církevních územích.

### Říšská města
V říšských městech po reformace vedle sebe často existovalo více vyznání. Zde se nejprve vyvinuly „státní“ společenské modely, které mohly opustit shora určené a státem stanovené jednotné vyznání. K nim se obecně řadily simultánní kostely nebo konfessionsgebundener poměrný systém v městských grémiích. Existovala města, v nichž vedle sebe oficiálně existovaly čtyři „náboženství“, jako Frankfurt nad Mohanem: římské katolictví, luteránství, reformovaná církev a židovství.